# Harmon (Dakota Północna)
Harmon – jednostka osadnicza w Stanach Zjednoczonych, w stanie Dakota Północna, w hrabstwie Morton.